# Monti Mugodžary

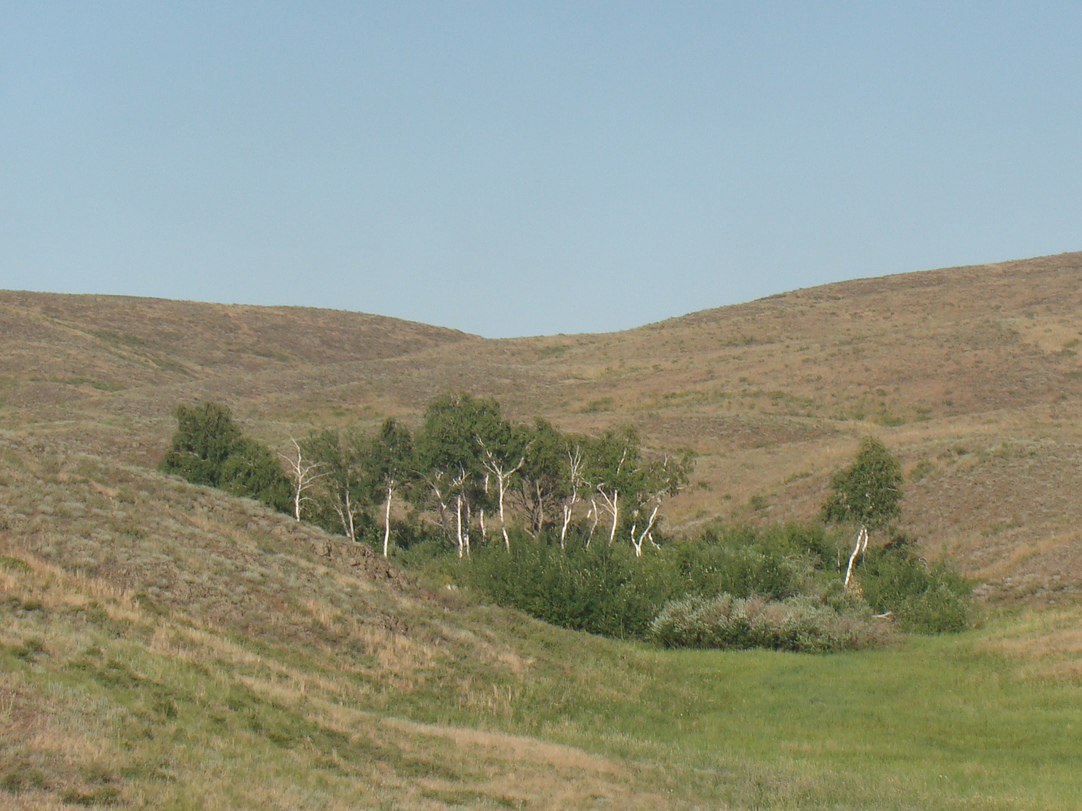
Boschetto di betulle.

I monti Mugodžary (in kazako  Мұғалжар тауы?, Muğaljar tawı) sono una catena di colline situata nella regione di Aqtöbe in Kazakistan. 
Si estendono da nord a sud per 200 km e raggiungono, nel punto più ampio, una larghezza di 30 km. Culminano a 657 m nel monte Bol'shoi Boktybai. Costituiscono il prolungamento meridionale degli Urali. 
Iniziano a nord come una stretta catena montuosa, che successivamente si suddivide in due catene quasi parallele. Tra le due catene è situata la depressione di Alabassk, che misura tra i 15 e i 20 km di ampiezza. In alcuni punti le due catene sono collegate da piccoli crinali. La parte meridionale dei Mugodžary occidentali è quella più elevata ed è fortemente frammentata. 
I Mugodžary orientali, invece, sono una catena formata da picchi spogli pesantemente erosi, interrotta in più punti dagli affluenti del fiume Irgiz. Le colline sono costituite da quarziti, scisti cristallini, gneiss, graniti, argilliti carbonacee, arenarie e conglomerati di origine precambriana e paleozoica.
Il clima dei Mugodžary è generalmente continentale. Gli inverni sono gelidi, con scarse nevicate e temperature medie di gennaio di -14 °C; le estati sono secche e calde, con temperature medie di luglio di 24 °C. Le precipitazioni annue sono di 200–250 mm. Dai versanti occidentali dei Mugodžary nascono i fiumi Emba e Or' (bacino del mar Caspio), e da quelli orientali gli affluenti di destra dell'Irgiz (bacino endoreico). Alcuni di questi fiumi si prosciugano completamente durante l'estate. 
La parte settentrionale dei Mugodžary è formata da una distesa di steppe erbose dal suolo ghiaioso e pietroso, dove crescono specie dei generi Stipa, Festuca e Arrhenatherum; verso sud, invece, si trovano steppe erbose e semideserti con prevalenza di Artemisia e Centella. Si possono trovare anche boschetti di arbusti di Spiraea e Caragana. Pascoli primaverili ed estivi adeguati consentono l'allevamento su vasta scala degli ovini. Vi sono inoltre depositi di rame, nichel e altri minerali utili, sulla base dei quali si è sviluppata l'industria mineraria locale.